# Julia van Velthoven
Julia van Velthoven (* 12. März 1994) ist eine niederländische Mittel- und Langstreckenläuferin.

## Sportliche Laufbahn
Erste internationale Erfahrungen sammelte Julia van Velthoven 2019 bei den Halleneuropameisterschaften in Glasgow, bei denen sie im 3000-Meter-Lauf in 9:14,90 min den 13. Platz belegte. Im Juli gewann sie bei der Sommer-Universiade in Neapel in 15:51,75 min die Bronzemedaille im 5000-Meter-Lauf hinter der Britin Jessica Judd und Nicole Hutchinson aus Kanada.

## Persönliche Bestleistungen
- 3000 Meter: 9:34,27 min, 11. Juli 2014 in Utrecht
  - 3000 Meter (Halle): 8:58,28 min, 26. Januar 2019 in Apeldoorn
- 5000 Meter: 15:40,55 min, 15. Juni 2019 in Nijmegen